# Макушин, Алексей Иванович
Алексе́й Ива́нович Маку́шин (3 (15) февраля 1856 года, село Путино Оханского уезда Пермской губернии — 7 января 1927, Ленинград) — врач, депутат Государственной думы I созыва от Томской губернии.

## Биография
Отец — диакон в селе Путино Оханского уезда Пермской губернии, позднее более 30 лет служил в селе Пышлинском. Алексей окончил духовное училище, после этого 4 класса духовной семинарии. Поступил на естественное отделение Петербургского университета. Спустя два года перевёлся в Медико-хирургическую академию в Санкт-Петербурге. В 1881 году окончил её со степенью лекаря. После окончания академии два года работал земским врачом в больнице с. Еланское Ирбитского уезда Пермской губернии. Затем имел частную врачебную практику в Томске. 3 июня 1883 г. Томская городская дума большинством голосов (30 против 10) избрала Макушина, учитывая его опыт организации больницы в с. Еланском под Ирбитом, врачом лечебницы для бедных, организованной по инициативе его старшего брата П. И. Макушина. Эту больницу, первую и единственную в Сибири больницу для бедных, А. И. Макушин возглавлял 4 года. За это время через его лечебницу прошли 43 тысячи 718 первичных больных.
В 1887 году Макушин ушел из Томской лечебницы и уехал в Петербург, там в течение года работал в больницах и клиниках. Вернувшись в Томск, занимался частной практикой, с 1892 года — врач духовного и женского епархиального училищ, с декабря 1889 г. по май 1901 г. — сверхштатный врач при управлении Томского почтово-телеграфного округа. Один из организаторов Общества практических врачей в Томске.
В селе Пышлинском для отца и матери построил двухэтажный полукаменный дом, а в 1909 году после смерти родителей передал дом под библиотеку-читальню, ясли и богадельню.
С июля по ноябрь 1900 года служил в Сибирском пехотном полку.
В 1897 и 1900 годах был избран почётным мировым судьей Томского округа, а в 1894—1898, 1902—1906 годах — гласным Томской городской думы. С 1903 года томский городской голова (1-й городской голова не купеческого звания). Надворный советник. За то короткое время, которое Макушин возглавлял Томское городское самоуправление, около 2-х раз увеличился городской бюджет, начал работать водопровод, произведено мощение улиц, открылись 2 больницы и несколько начальных школ. С началом русско-японской войны (в 1904—1905 годах) городская дума занималась проблемами мобилизации, организовывала приём и лечение раненых. По инициативе Макушина в Томске открыты детский сад и бесплатная лечебница для приходящих больных. Был председателем правления Центрального банка Общества взаимного кредита.
18 октября 1905 года учащиеся средних учебных заведений и горожане собрались на митинг возле Коммерческого училища на Соляной площади. Казаки и полиция разогнали митинг нагайками. Вечером 18 октября городская дума под председательством А. И. Макушина собралась на чрезвычайное заседание. Дума потребовала от губернатора вывести из Томска казаков и немедленного отстранения от должности и передачи под суд городского полицмейстера. В ответ в Петербург было направлено донесение начальника томского гарнизона Ризенкампфа, позднее опубликованное в газетой «Русь», где говорилось, что томский городской голова и другие члены думы требовали устранения всех правительственных органов власти, а также удаления войск из города. Губернатор Азанчеев-Азанчевский, получив телеграфное распоряжение министра внутренних дел Трепова о подавлении любых выступлений, действовал иначе. В течение 3 дней, с 20 по 23 октября, в Томске шёл черносотенный погром. От поджога сгорел томский театр Королёва с участниками организованного томским отделением РСДРП собрания. Несколько десятков человек было убито и ранено. Дом А. И. Макушина на Воскресенской (ныне — Октябрьской) улице был разгромлен. Самому городскому голове и его семье удалось скрыться. А. И. Макушин уехал в Петербург, откуда прислал в томскую городскую думу письмо с просьбой освободить его от обязанностей городского головы. 21 января 1906 года прошение было удовлетворено.
25 ноября 1905 года совместно с профессорами Томского технологического института и Томского императорского университета Е. Л. Зубашевым, И. А. Малиновским, М. Н. Соболевым участвовал в организации Томского губернского отделения конституционно-демократической партии.
3 марта 1906 года собрание томского отделения конституционно-демократической партии избрало Макушина в качестве лица «проводимого партией в Государственную думу». 7 мая 1906 года съездом городских избирателей Томска был избран (3329 голосами из 5191 голосовавшего) выборщиком на Томское губернское избирательное собрание, где 30 мая 1906 года избран в депутатом Государственной думы I созыва от общего состава выборщиков (54 избирательными шарами против 32). Томская делегация добралась до Петербурга только во второй половине июня. Входил в Конституционно-демократическую фракцию. Подписал заявление 10 членов Государственной думы об увеличении числа членов Аграрной комиссии путём включения в её состав представителей от Сибири. В отчетах Думы есть 7 выступлений Макушина, 4 из них посвящены необходимости увеличения представительства сибирской группы депутатов в комиссии по аграрному вопросу, в одном выступлении, на заседании посвященном Белостокскому погрому, Макушин подробно рассказал о том, что ему пришлось пережить во время погрома в Томске. А. И. Макушиным был подписан депутатский запрос в Министерство внутренних дел о возвращении из ссылки в Томск директора технологического института Е. Л. Зубашева и преподавателей Н. М. Кижнера, Г. Л. Тираспольского, Н. Ф. Бондюкова, П. А. Козьмина.
10 июля 1906 года в г. Выборге подписал «Выборгское воззвание» и осужден по ст. 129, ч. 1, п. п. 51 и 3 Уголовного Уложения. 2 ноября 1906 года по требованию властей А. И. Макушин исключен из списка гласных томской городской думы. На процессе по «Выборгскому воззванию» приговорен к 3 месяцам тюрьмы и лишен права баллотироваться на любые выборные должности.
Многократно участвовал в работе Сибирской парламентской группы II, III и IV Государственных дум. Несколько раз избирался председателем на заседаниях Сибирской группы.
Вернувшись в Томск возглавлял Томское общество взаимного страхования, затем — кредитное общество, стоял во главе комитета по постройке Дома науки, позднее названного именем его старшего брата П. И. Макушина.
Летом 1914 года выехал из Томска в Петроград. Там стал председателем правления центрального банка Общества взаимного кредита. 10 апреля 1917 года кооптирован в состав Центральный комитет партии конституционных-демократов. В 1917 году баллотировался в члены Учредительного собрания по Томскому избирательному округу от кадетской партии (Список № 5).
7 января 1927 году скончался от рака крови в г. Ленинграде.

## Семья
- Жена — ?
  - Сын — Пётр Алексеевич (? — 17.08.1959, Швейцария)[4], воспитанник Санкт-Петербургского Политехнического института, с 1915 г. проживал в США, затем — в Лондоне, организатор торгового импорт-экспортного дела с балтийскими странами, после Второй мировой войны с Латинской Америкой, женат на певице, пианистке Татьяне Александровне Макушиной[5].
- Старший брат — Пётр Иванович Макушин (1844—1926), сибирский общественный деятель.

## Награды
- 1896 — орден Святого Станислава 3 степени.
- 1900 — орден Святой Анны 3 степени.

## Сочинения
- Курс гигиены для средних учебных заведений, как пособие при гигиенических беседах с учащимися (переиздан 4 раза)
- Глазные болезни.
- Венерические болезни в Томске с 1884 до 1890 года. - Томск, 1891
- Минеральные воды Томской губернии. - Томск, 1891